# 基辛
基辛（德語：Kissing，發音：[ˈkɪsɪŋ]）是德国巴伐利亚州施瓦本行政区艾夏赫-弗里德贝格县的市镇，总面积23.12平方千米，2023年12月31日总人口为11,764人。